# Klein Starrevaart

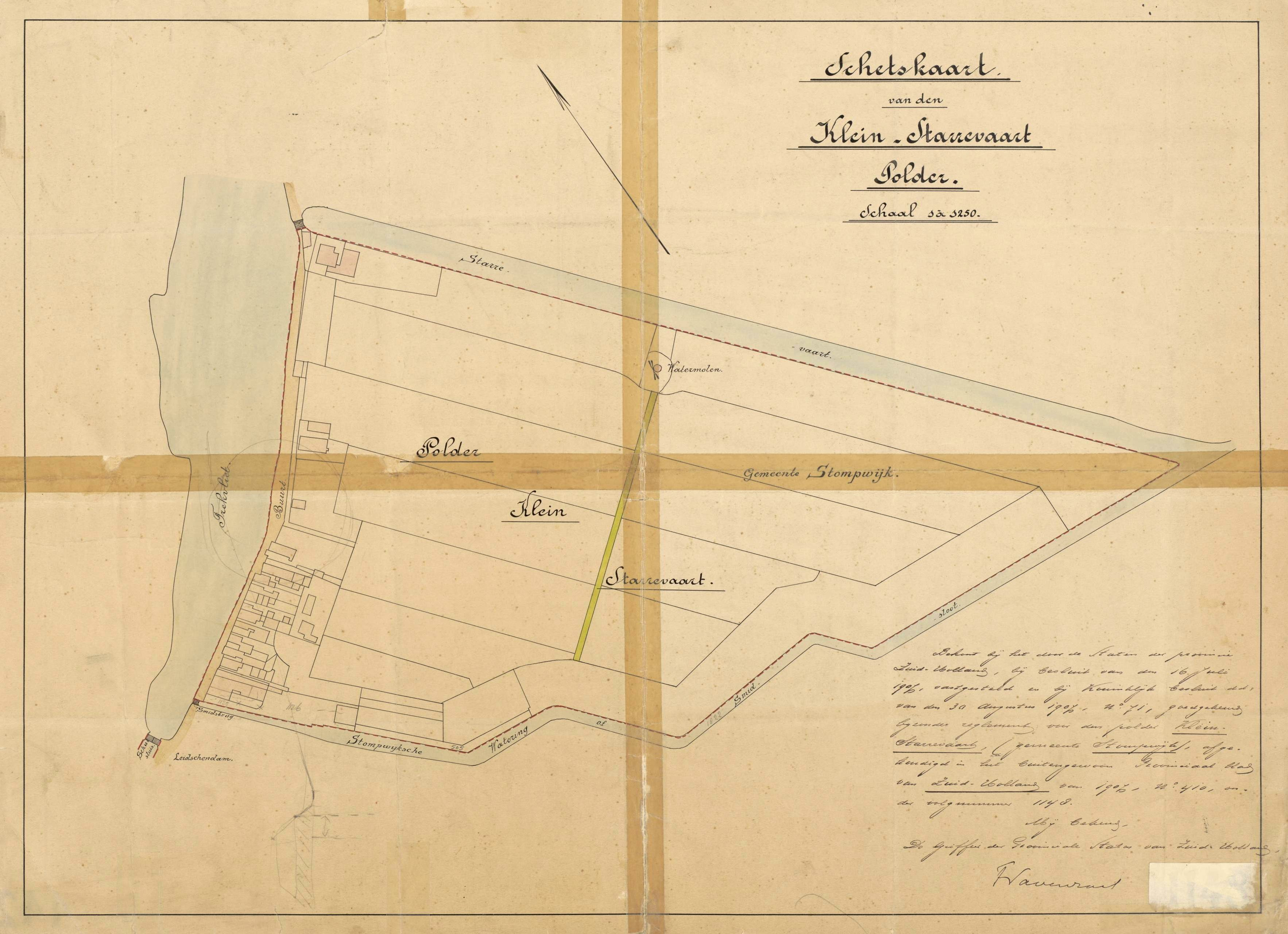
"Schetskaart van den Klein-Starrevaart Polder" (1907)

Klein Starrevaart was een polder in de Nederlandse provincie Zuid-Holland, in de voormalige gemeente Stompwijk. Vanaf 1938 kwam de polder door een gemeentelijke herindeling in de gemeente Leidschendam te liggen, en vanaf 2002 in de gemeente Leidschendam-Voorburg.
De polder grensde aan het Rijn-Schiekanaal, ook wel Vliet genaamd. Het was een diepe polder met een maaiveldhoogte van ca. 4,35 m beneden NAP.
De in 1810 drooggelegde polder was zeer klein en aanvankelijk ongereglementeerd. De polder waterde met behulp van een kleine molen af op de Starrevaart, van waar het water werd geloosd op de Vliet. Pas in 1907 werd een reglement opgesteld en door de Staten van Zuid-Holland goedgekeurd. Niet duidelijk is of deze polder ooit een zelfstandig waterschap is geweest, zoals de meeste polders in Nederland. De polder had slechts één eigenaar. De molen werd in 1938 gesloopt. Het fundament heeft er nog gestaan tot 1974. De polder werd in 1976 ontpolderd en bebouwd met de wijk De Tol die bestaat uit een handvol grote flatgebouwen. 

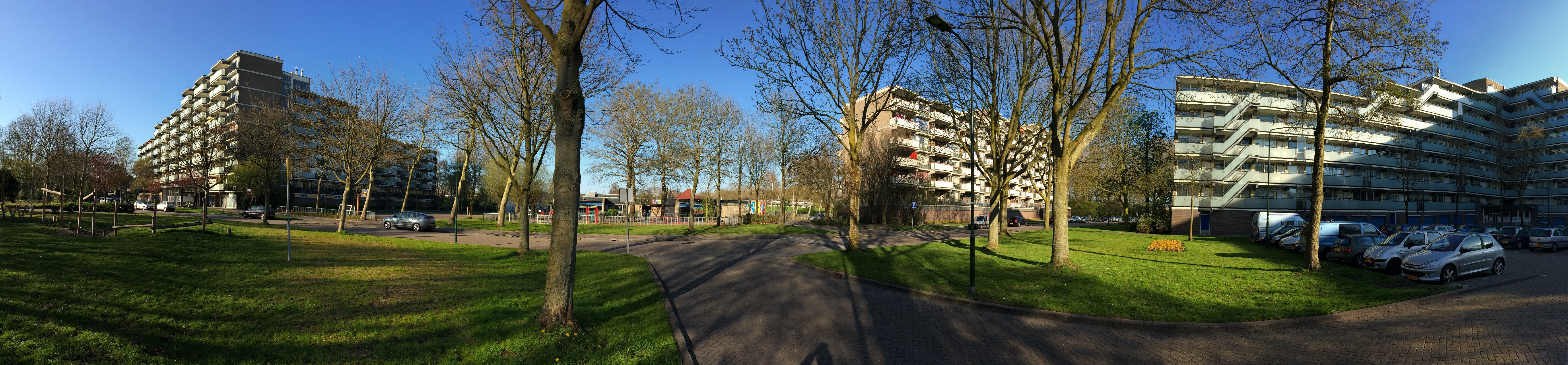
Het wijkje "De Tol"